# Renovació Valencianista
Renovació Valencianista, en castellà Renovación Valencianista (RV) fon un partit polític valencià d'ideologia blavera i conservadora, sorgit com a escissió d'Unió Valenciana. S'integrà a Coalició Valenciana el 2005.

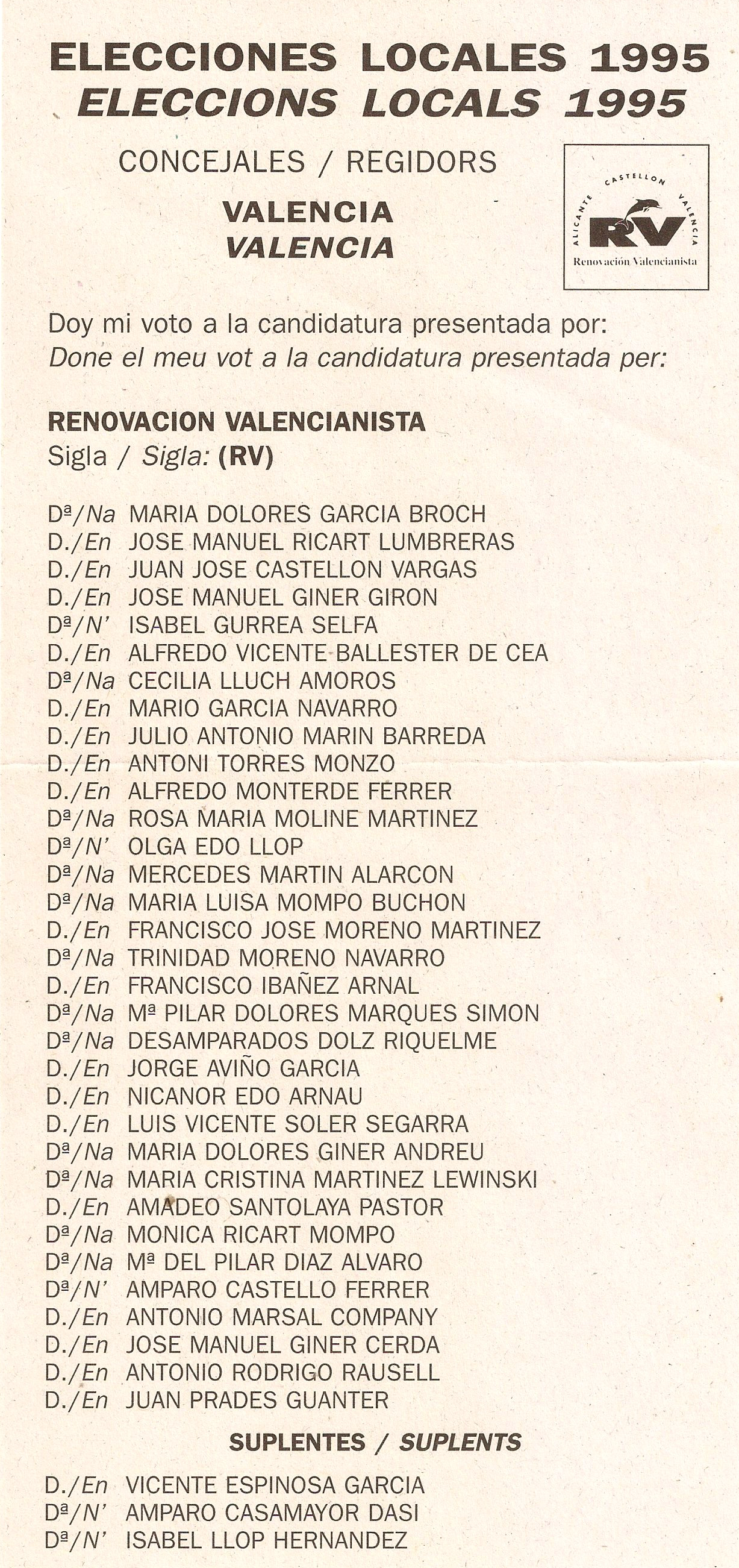
Papereta de RV en les eleccions municipals de València de 1995

Renovació Valencianista aparegué el 1994 amb María Dolores García Broch al capdavant, regidora a València per UV que havia sigut expulsada del partit. RV va presentar diverses candidatures a les eleccions locals de 1995, amb uns resultats molt baixos i obtenint representació únicament a Nàquera (1 regidor). Fou un dels grups polítics que formaren Coalició Valenciana, integrant-s'hi el 2005.

## Resultats electorals
Renovació Valencianista només participà a les eleccions municipals de 1995. Tot i que inicialment va presentar candidatura a les Corts Valencianes el mateix any per la circumscripció de València, va acabar retirant la candidatura per a no perjudicar a Unió Valenciana.
| Eleccions                    | Vots  | % de vots | Representació | Posició |
| ---------------------------- | ----- | --------- | ------------- | ------- |
| Eleccions municipals de 1995 | 2.248 | 0,10%     | 1             | 13      |